# Crypsicerus cubicus
Crypsicerus cubicus är en insektsart som beskrevs av Henri Saussure 1888. Crypsicerus cubicus ingår i släktet Crypsicerus och familjen Lathiceridae. Inga underarter finns listade i Catalogue of Life.